# 华鑫信托
华鑫国际信托有限公司，简称华鑫信托，于2010年2月9日获得中国银监会批准重新登记，注册地为北京，控股股东为中国华电集团公司。在上海金融学院发布的《2016年信托公司综合实力评价报告》中，华鑫信托综合实力在68家信托公司中排名第51名。
2015年以来，华鑫信托多次陷入兑付风波。